# Nachtigal-Gletscher
Der Nachtigal-Gletscher ist ein 3 km langer Gletscher auf Südgeorgien. Er fließt vom Mount Fagan in nördlicher Richtung zur Doris Bay.
Deutsche Wissenschaftler des Ersten Internationalen Polarjahres (1882–1883) kartierten und benannten ihn. Namensgeber ist der deutsche Afrikaforscher Gustav Nachtigal (1834–1885).